# 4175 Billbaum
4175 Billbaum (1985 GX) là một tiểu hành tinh vành đai chính được phát hiện ngày 15 tháng 4 năm 1985 bởi Ted Bowell ở Flagstaff.